# Fenar Ahmad
Fenar Ahmad (født i 1981 i Tjekkoslovakiet) kom til Danmark som irakisk flygtning i 1986. Han er uddannet filminstruktør fra den alternative filmskole Super16.  
Filmmagasinet Ekko beskrev ham i 2010 som årgangens største talent på Super16, med henvisning til hans midtvejsfilm Megaheavy, som handler om den fjortenårige Jolly, der kæmper med sin seksualitet. En film, som vandt en Robert for bedste kortfilm i 2009. 
I dag er Fenar Ahmad nok bedst kendt for Underverden (2017) og før den Ækte vare (2014). I 2019 instruerede han en live-action version af Valhalla og i 2023 Underverden II.

## Filmografi
| År   | Titel               | Rolle | Note                    |
| ---- | ------------------- | ----- | ----------------------- |
| 2006 | Nice to meet you    |       |                         |
| 2008 | Mesopotamia         |       |                         |
| 2009 | Den perfekte muslim |       | Dokumentarfilm          |
| 2010 | Megaheavy           |       |                         |
| 2010 | Torshammer          |       |                         |
| 2014 | Ækte vare           |       |                         |
| 2017 | Underverden         |       |                         |
| 2019 | Valhalla            |       |                         |
| 2023 | Underverden2        |       | [ 5 ] [ 6 ] [ 7 ] [ 8 ] |

## Priser
- Robert for Bedste Korte Fiktion, Dansk Film Akademi Megaheavy (2010)
- Honorable Mention, Stockholm International Film Festival Megaheavy (2010)
- Special Mention, Edinburgh International Film Festival Megaheavy (2010)
- Grand Prix, Odense Internationale Film Festival Megaheavy (2010)
- Bedste børne- og ungdomsfilm, Odense Internationale Film Festival Megaheavy (2010)